# 凱格克里克鎮區 (愛荷華州波特瓦特米縣)
凱格克里克鎮區（英語：Keg Creek Township）是位於美國愛荷華州波特瓦特米縣的一個行政鎮區。

## 地方資料
根據2010年美國人口普查的數據，凱格克里克鎮區的面積為91.58平方千米，當中陸地面積為91.43平方千米，而水域面積為0.15平方千米。當地共有人口791人，而人口密度為每平方千米8.64人。